# Maniac Mansion
Maniac Mansion is een computerspel uit 1987, ontwikkeld en uitgebracht door LucasArts.

## Verhaal
Twintig jaar geleden stortte een purperen meteoriet in de voortuin van een victoriaans herenhuis waar de familie Edison woont: dokter Fred, zijn vrouw en tevens verpleegster Edna en hun weirdo zoon Ed.  De familie kwam vroeger al zelden buiten, maar sinds de inslag zijn ze bijna helemaal niet meer te zien.  Hun huis is dan ook in verval.
De laatste tijd verdwijnen er patiënten uit het lokale ziekenhuis.  De laatst ontvoerde vrouw is cheerleader en studente Sandy Pantz.  Haar vriend Dave Miller was getuige en heeft de ontvoerder gevolgd.  Deze stopte aan het herenhuis van de familie Edison.  Hij vraagt aan een aantal medestudenten om een reddingsactie op te zetten.
In het huis vinden de studenten naast de bovenstaande bewoners ook nog het gestorven familielid Ted in de vorm van een mummie.  Daarnaast zijn er ook nog een rode en groene Tentacle: beiden zijn afkomstig van de meteoriet.  De rode tentacle is kwaadaardig, de groene is wat milder.

## Gameplay
In het begin van het spel kan de speler kiezen met welke twee uit een totaal van zes personages hij wil spelen (Er zijn weliswaar zeven personages, maar Dave is het derde verplicht te selecteren personage). Maniac Mansion was daarnaast ook een van de eerste spellen met meerdere eindes naargelang het gekozen personage en de acties die ze doen. Zo kan de speler de antagonist de ruimte insturen, hem laten arresteren, hem beroemd doen maken door zijn autobiografie uit te geven of hem voeden aan de gemuteerde vleesetende plant. Het gekozen personage kan tijdens het spel sterven en de speler moet dan een ander personage kiezen. Wanneer alle personages dood zijn, is het spel ook afgelopen en dient men te herstarten.
Het spel bevat enkele red herrings, zoals een kettingzaag waarvoor geen brandstof bestaat of een deur waarachter een puzzel lijkt verborgen te liggen, terwijl de speler nooit voorbij de deur geraakt. Ook doet in dit spel het item "Chuck the plant" zijn intrede.

## Cast

### Speelbare personages
In Maniac Mansion zijn er zeven speelbare personages. De speler zal sowieso protagonist Dave aansturen (tot hij sterft) en twee andere personages. Elk personage heeft zijn eigen talenten en zwakke punten.
- Syd: houdt van newwavemuziek. Hij is gespecialiseerd in muziekinstrumenten.
- Michael F. Stoppe: amateurfotograaf die van zijn hobby zijn beroep wil maken. Hij werkt voor de schoolkrant en heeft al enkele films gemonteerd.
- Wendy: studeert voor reporter.
- Bernard Bernoulli: nerd en lafaard, maar heeft wel de beste talenten. Van alle personages is Bernard degene die het meest te zien is (wanneer de speler niet voor hem heeft gekozen).  Bernard is ook het hoofdpersonage in het vervolg: Maniac Mansion: Day of the Tentacle.
- Razor: een vrouwelijk punkster. Ze heeft gelijkaardige talenten als Syd. Ze speelt in de groep “Razor and the Scummettes”. Deze fictieve groep is ook te zien in het spel Zak Mckracken and the alien mindbenders. Razor duikt ook op in het spel Full Throttle als lid van de motorclub “The Vultures”. Het woord "Scummettes" komt van SCUMM, de interface waarmee heel wat LucasArts avonturenspellen zijn gemaakt.
- Jeff: een surfer. Hij heeft de minste talenten.

### De familie Edison
Het herenhuis is eigendom van dokter Fred Edison en zijn bizarre familie. De meeste Edisons zijn een gevaar voor de speler: zij sluiten de personages op in de kerker of doden hen.  De enige uitzonderingen zijn Ed, die soms aan de kant van de speler staat, en Green Tentacle.

## Ontvangst
Maniac Mansion werd goed ontvangen. Computer Gaming World omschreef het spel als “het beste spel in de horrorkomedie”. Nintendo Power plaatste het spel op de 16de plek in de Nintendo Entertainment System video game